# Hertie GmbH
Die Hertie GmbH mit Sitz in Gladbeck (bis 2009 war der Sitz in Essen-Kettwig) war eine deutsche Warenhauskette. In vormals 73 Hertie-Warenhäusern waren etwa 3400 Mitarbeiter beschäftigt, die im Jahr 2006 einen Umsatz von etwa 680 Millionen Euro erzielten. Letzter Geschäftsführer war Mark Rahman.
Am 31. Juli 2008 meldete Hertie Insolvenz an, nachdem der britische Haupteigentümer Dawnay Day in finanzielle Bedrängnis geraten war. Am 20. Mai 2009 wurde auf der Gläubigerversammlung die endgültige Auflösung aller verbliebenen 54 Hertie-Filialen und der Konzernzentrale in Essen-Kettwig bekanntgegeben. Am 15. August wurden die letzten 20 Filialen geschlossen.

## Geschichte

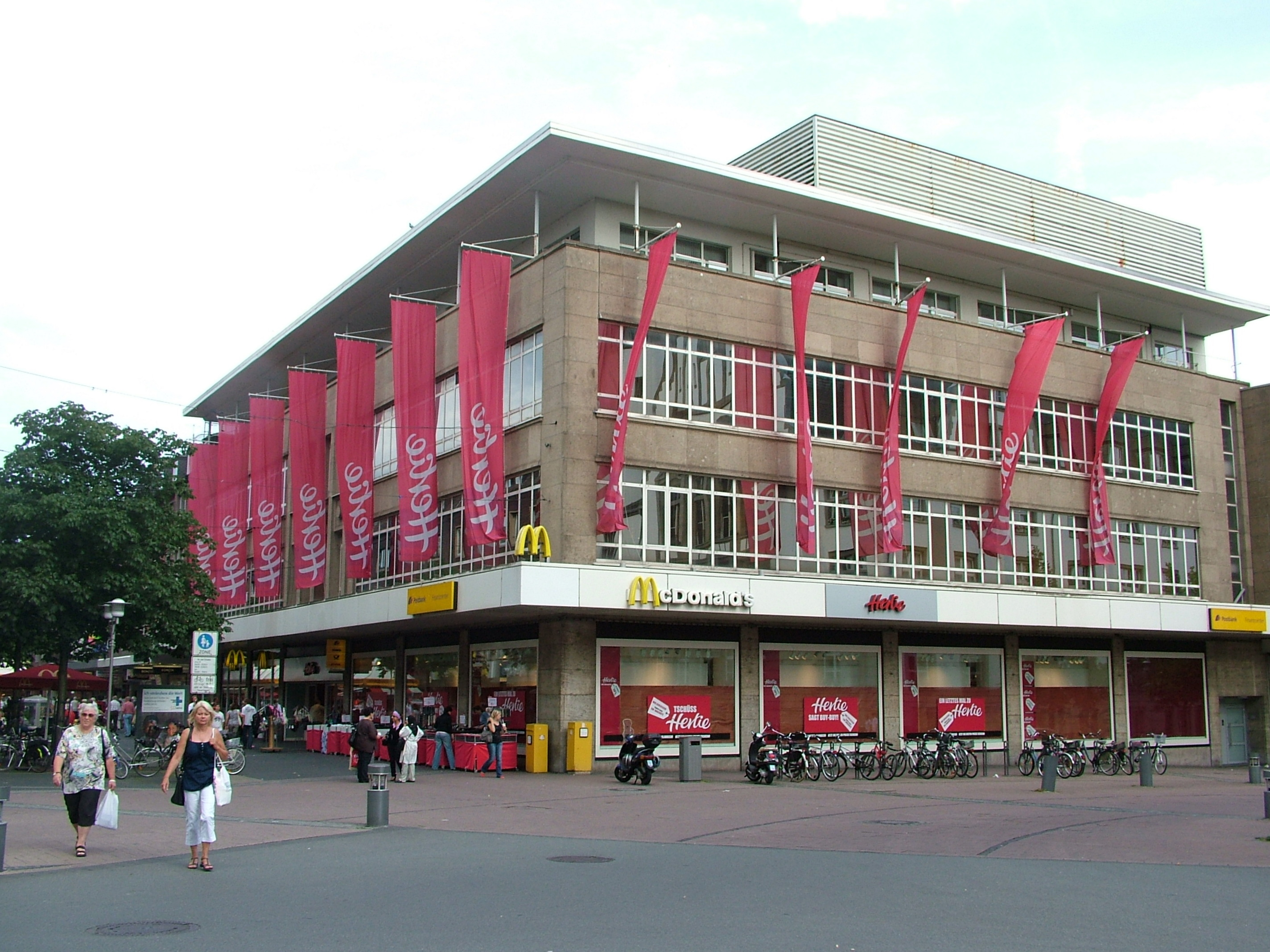
Ehemalige Filiale in Gladbeck (zuvor Karstadt), Juli 2009

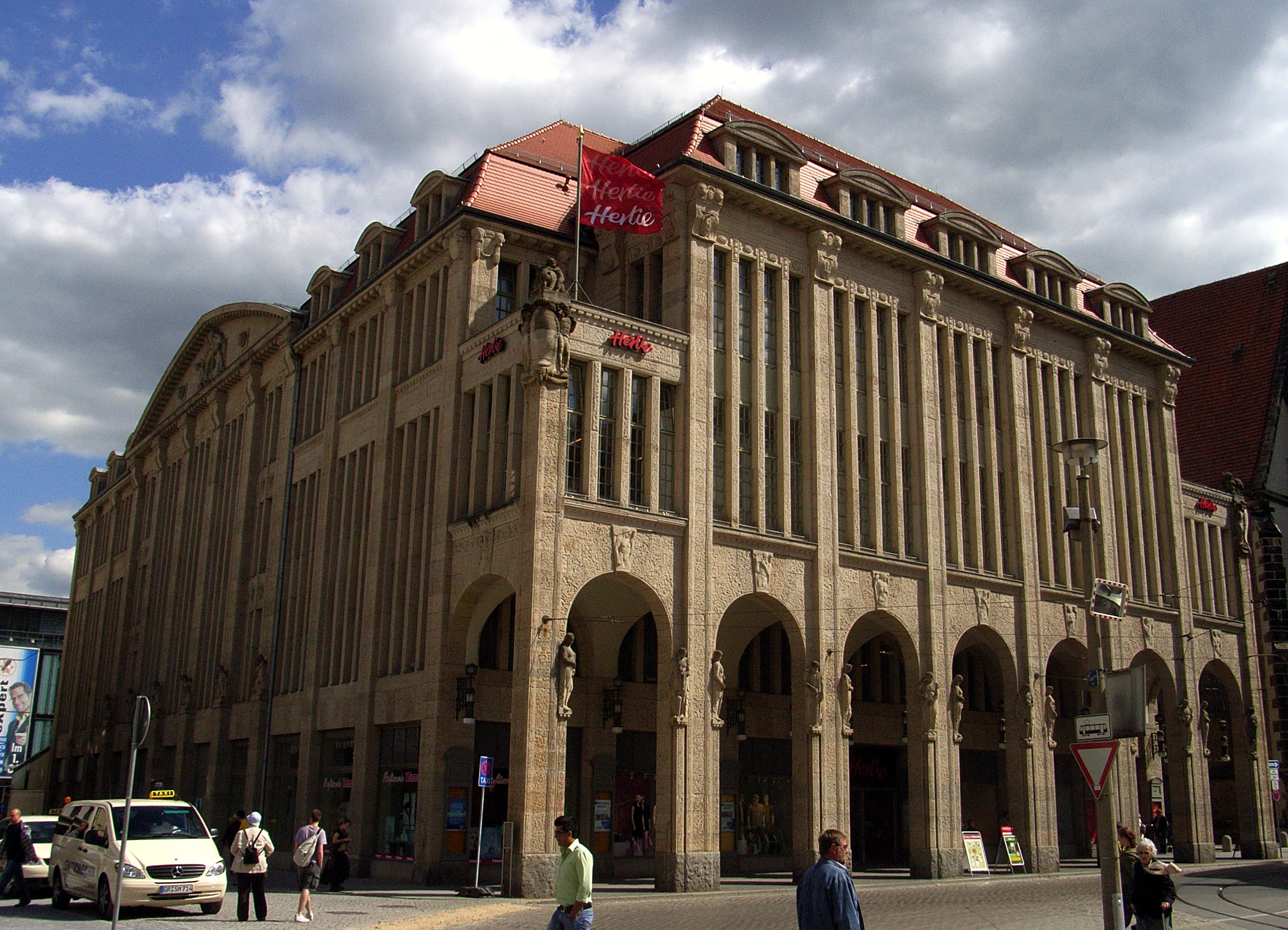
Hertie-Filiale im Kaufhaus Görlitz (2007)

Die Hertie GmbH entstand ursprünglich unter dem Namen Karstadt Kompakt GmbH & Co. KG durch die Ausgliederung von 73 Warenhäusern aus der Karstadt Warenhaus GmbH, einer Tochtergesellschaft von KarstadtQuelle AG. Entscheidendes Kriterium für die Ausgliederung war die Filialgröße: Alle Häuser der Kompakt-Gruppe hatten eine Verkaufsfläche unter 8000 Quadratmetern. Die Ausgliederung wurde damit begründet, dass die Marke Karstadt nur auf einer größeren Fläche präsentiert werden könne. Für die kleineren Warenhäuser solle ein neues Konzept ausgearbeitet werden.
Im Zuge der Restrukturierung und des Schuldenabbaus des KarstadtQuelle-Konzerns wurde die Karstadt Kompakt GmbH & Co KG vom Mutterkonzern zum 1. Oktober 2005 an eine britische Investmentgruppe, die Dawnay Day Group, verkauft. Neben Dawney Day, die einen Anteil von 50 Prozent hielt (aufgestockt schließlich auf 85 Prozent), waren auch zwei Manager der britisch-amerikanischen Hilco (UK) Ltd., eines Restrukturierungsberaters, der sich auf Handelsunternehmen spezialisiert hat, als Privatinvestoren zu 15 Prozent beteiligt. Die Filiale in Wismar war in der ursprünglichen Verkaufsliste mit enthalten, wurde aber nicht verkauft, weil sie das Stammhaus von Karstadt ist, in dem Rudolph Karstadt 1881 das Unternehmen gründete.
Im Februar 2007 hatte Hertie mit dem Finanzdienstleister GMAC ein Warenfinanzierungspaket über 55 Millionen Euro abgeschlossen. Zu dieser Zeit wurde als kurzfristiges Ziel neben der Modernisierung der Warenhäuser der Aufbau eines neuen EDV- und Logistiksystems und mittelfristig auch der Ausbau des Filialnetzes durch Zukäufe angestrebt.

### Name
Seit dem 1. März 2007 trugen die zuvor noch unter der Marke Karstadt auftretenden Filialen des Unternehmens den Namen Hertie, gleichzeitig wurde Karstadt Kompakt in Hertie umbenannt. Dies war möglich, da der Name Hertie seit 2006 nur noch von dem Kaufhaus des Karstadt-Konzerns am Münchner Bahnhofplatz getragen wurde. Es wechselte am 27. September 2007 seinen Namen in Karstadt am Bahnhof.
Trotz der Namensgleichheit war die „neue“ Hertie GmbH kein Rechtsnachfolger der traditionsreichen Hertie Waren- und Kaufhaus-Gruppe, da diese zwischenzeitlich in der Karstadt AG aufgegangen war. Dennoch zielte die Namenswahl darauf ab, den weiterhin hohen Bekanntheitsgrad von Hertie zu nutzen.

### Einkaufs- und Managementkonzept
Bis Mitte 2007 sollten 80 Prozent des Sortimentes auf andere Zulieferer als Arcandor umgestellt werden. Die Belieferung aus dem Karstadt-Zentrallager in Unna war 2006 sukzessive eingestellt worden. Damit verschwanden beispielsweise die Karstadt-Eigenmarken Yorn, Henry Morell oder Barisal nach und nach aus den Regalen der Hertie-Warenhäuser.
Mit der Wiederbelebung der Hertie-Warenhäuser wurde auch ein neues Management-Konzept installiert. So stellte Hertie seit 2007 in einigen Bereichen im Prinzip nur noch die Verkaufsfläche sowie das Verkaufs- und Managementpersonal bereit. Die Bestückung und Ausstattung der Werbe- und Verkaufsflächen erfolgte dort direkt durch einzelne Vertragsunternehmen. Zu den neuen Vertragslieferanten gehörten unter anderem Intertoys (Spielwaren), Lekkerland (Süßwaren), Katag (Modetextilien), Papstar (Papeterie), KNV (Bücher), Beauty Alliance (Parfümerie), F+D (Schuhe), Gries Deco Holding (Depot, Geschenkartikel und Dekorationsaccessoires).
Hertie setzte ab dem 12. November 2007 das Bezahlsystem EFT acCEPT ein, mit dem auch die HappyDigits Punkte gutgeschrieben wurden.
Zum 1. Januar 2008 verlegte Hertie seinen Sitz von Gladbeck nach Essen-Kettwig. Infolge der Insolvenz wurde die Zentrale im Juli 2009 zurück nach Gladbeck verlegt.

## Insolvenz

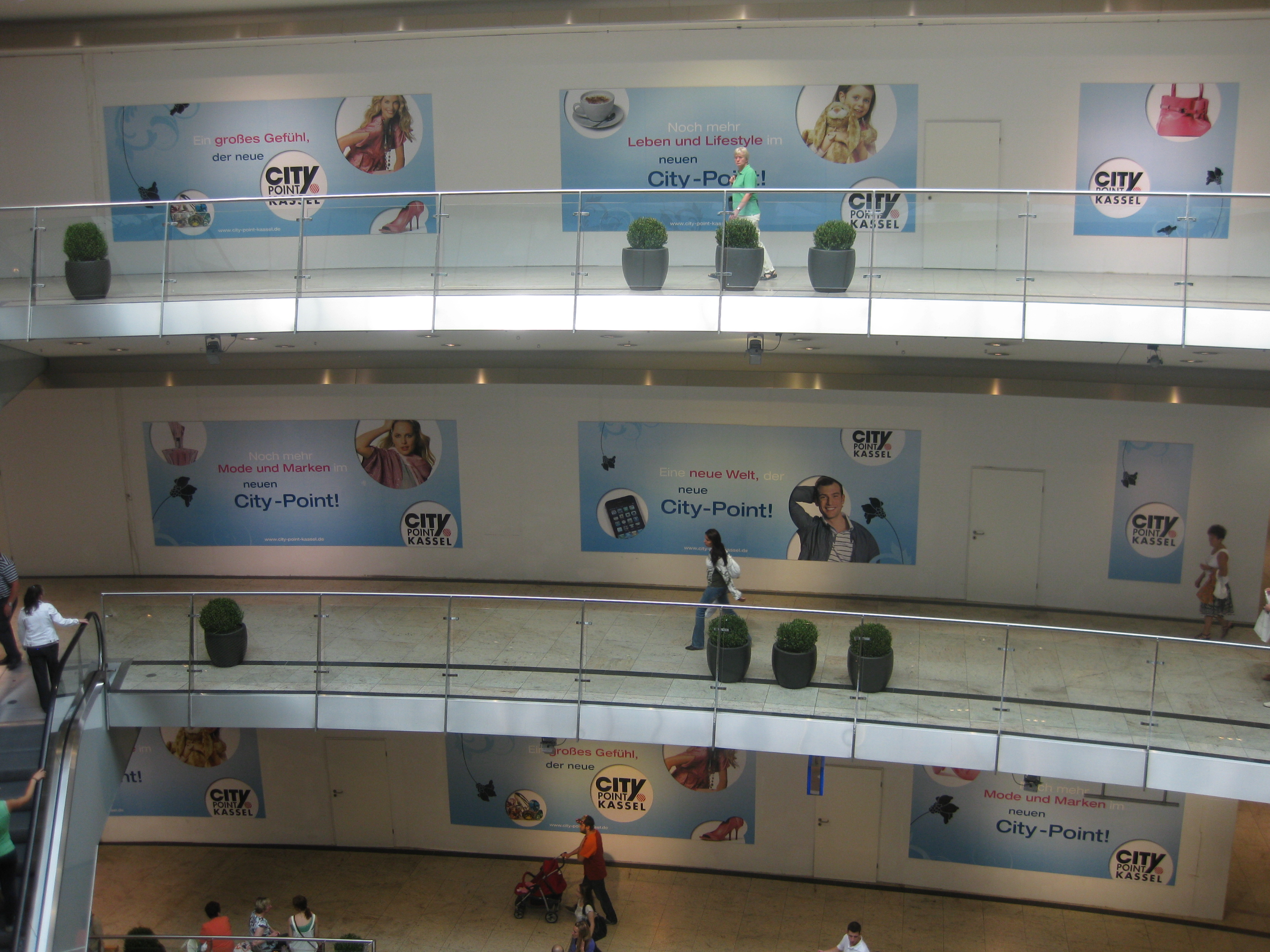
Am 13. Februar 2009 schloss auch die Filiale im Einkaufszentrum City-Point in Kassel (abgedeckt durch Platten). Bis 1999 war noch die ganze Immobilie ein Karstadt-Kaufhaus.

Am 31. Juli 2008 meldete Hertie Insolvenz beim Amtsgericht Essen an, nachdem der britische Haupteigentümer Dawnay Day in finanzielle Bedrängnis geraten war. Von Konzernseite hieß es, man wolle nun die Rentabilität einzelner Filialen überprüfen. Hertie-Insolvenzverwalter erklärte, dass die Schließung der kompletten Warenhauskette unvermeidbar sei, wenn sich der britische Finanzinvestor Dawnay Day, der Hertie-Gesellschafter und Eigentümer der meisten Warenhäuser, nicht zu drastischen Mietsenkungen bereiterkläre. Derzeit zahle Hertie in vielen Filialen statt der marktüblichen 5 Prozent bis zu 20 Prozent des Umsatzes an Miete. Nach deutlichen Mietereduzierungen hingegen hätten die verbliebenen Filialen des Essener Warenhauskonzerns gute Überlebenschancen.
Das Land Nordrhein-Westfalen wollte Hertie mit einer Bürgschaft auf der Suche nach einem Investor unterstützen, allerdings bestand das Wirtschaftsministerium auf eine vorherige Senkung der Mieten durch den Eigentümer der Immobilien, Dawnay Day. Am 20. Mai 2009 wurde bekannt, dass kein Investor gefunden wurde und auch Dawnay Day nicht bereit sei, die Mieten zu senken. Er könne durch Wegfall des Mieters die Mietflächen zu weit höheren Preisen einzeln vermieten (Gewinn-Maximierungs-Prinzip) und wolle sich damit selbst sanieren.
Am 3. April 2009 gab das als Holding-Gesellschaft für Hertie GmbH und die Immobilien tätige niederländische Tochterunternehmen von Dawnay Day, Mercatoria Acquisitions BV (MABV), bekannt, dass 6 von 54 Immobilien verkauft wurden. Dabei handelt es sich um folgende Häuser: Hamburg-Bramfeld und Hamburg-Langenhorn (beide an Kaufland), Mettmann und Wesseling (an eine Immobilienfirma aus Bonn) sowie München-Giesing und München-Laim (an Development Partner AG, Düsseldorf).
Am 20. Mai 2009 beschloss die Versammlung der Gläubiger, die 54 noch unter dem Namen Hertie betriebenen Kaufhäuser sowie die Konzernzentrale in Essen zu schließen, da eine Rettung aussichtslos erschien.

## Filialen

Die Hertie-Filiale in Schleswig bestand bis zum 8. August 2009

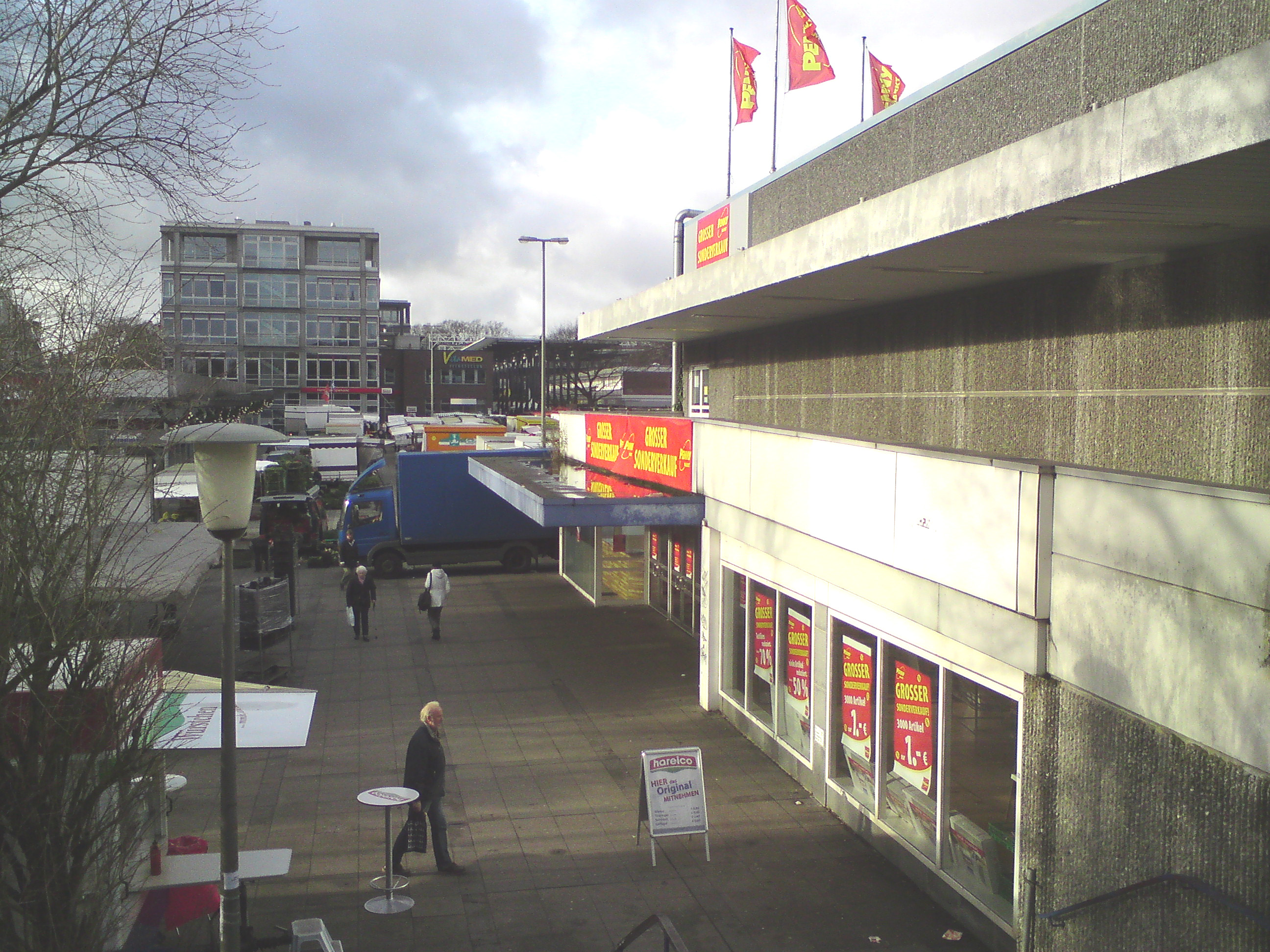
Das ehemalige Karstadt/Hertie-Gebäude in Hamburg-Langenhorn im November 2009

Hertie war deutschlandweit mit 73 Filialen (Stand Januar 2009) vertreten. Schwerpunkte bildeten Nordrhein-Westfalen (34 Filialen) und Norddeutschland (20 Filialen). Das Filialnetz wies zu diesem Zeitpunkt in den übrigen Teilen Deutschlands hingegen noch große Lücken auf. So war Hertie in den neuen Bundesländern nur mit einer Filiale in Görlitz vertreten. Neun Häuser (Berlin-Schöneberg, Berlin-Tegel, Berlin-Moabit, Dinslaken, Elmshorn, Hamburg-Barmbek, Lünen, Stade und Weiden in der Oberpfalz) gehörten zur im Jahr 1993 von Karstadt übernommenen ehemaligen Hertie Waren- und Kaufhaus GmbH und trugen somit schon einmal den Namen Hertie.
Entsprechend der ursprünglichen Strategie sollte das Filialnetz ausgebaut werden. Den Anfang bildete ein Kaufhausneubau im niederbayerischen Straubing mit einer Verkaufsfläche von 3500 Quadratmetern, der überraschenderweise trotz des laufenden Insolvenzverfahrens Ende November 2008 eröffnet wurde.
Die im Mai 2007 geschlossene Karstadt-Kompakt-Filiale in Hamburg-Eppendorf wurde zu einem „Shoppingcenter“ umgebaut, zu dem auch eine Hertie-Filiale gehören sollte. Nach der Insolvenzanmeldung wurde dieser Plan aufgegeben.
Am 27. Januar 2009 verkündete Hertie die Schließung von 19 ihrer 73 Filialen. Ein Schwerpunkt lag in Nordrhein-Westfalen, wo die Filialen in Bocholt, Duisburg-Walsum, Erkrath, Eschweiler, Essen-Altenessen, Essen-Borbeck, Essen-Rüttenscheid, Essen-Steele, Herdecke, Herne, Köln-Chorweiler, Lünen, Marl und Mettmann geschlossen wurden. Betroffen waren ferner auch Standorte in Niedersachsen (Hameln und Delmenhorst), in Schleswig-Holstein (Niebüll und Mölln), in Bayern (Aschaffenburg), in Hessen (Kassel) sowie in Hamburg (Langenhorn). Insgesamt bedeutete dies für rund 650 Mitarbeiter den Verlust ihres Arbeitsplatzes. Im April 2009 umfasste das Filialnetz noch 54 Standorte. Die Hälfte davon schloss zum 8. August 2009, am darauffolgenden Freitag und Samstag schlossen die verbleibenden Hertie-Kaufhäuser.
Filialen (Auswahl):
- Bingen am Rhein; 2014 bis 2016 Umbau in „CityCenter Bingen“[17]
- Bocholt; 2007 von Karstadt zu Hertie, 2009 geschlossen, 2017 Abriss, danach Neubau Peek&Cloppenburg
- Görlitz; ab März 2007 von „Karstadt Kompakt“ umgewidmet, ab 2013 Planung eines Umbaus zum „Kaufhaus der Oberlausitz“
- Itzehoe, Breite Straße 22–32; ab 8. August 2009 geschlossen, leerstehend bis April 2014; danach teilweise Nutzung als „Stör-Carree“, zum 30. Dezember 2016 geschlossen, Wiedereröffnung im September 2017 auf ganzer Fläche nach Umbau als Modehaus Behrens und Haltermann (B&H)
- Köln-Porz, Friedrich-Ebert-Platz 1; 2008 geschlossen, bis 2017 leerstehend, 2017/2018 abgerissen
- Langenfeld, Solinger Straße 5; bis Ende 2010, heute Einkaufszentrum „Sass am Markt“
- Wilhelmshaven, Marktstr. 26; 15. August 2009 geschlossen
- Wolfenbüttel, Löwenstraße 1; August 2009 geschlossen

Somit verschwand der Name zum zweiten Mal aus dem Einzelhandel, nachdem 1993 die Hertie Waren- und Kaufhaus in Karstadt aufgegangen und 2005 die Karstadt-Kompakt-Filialen ausgegliedert und dann als Hertie GmbH weiterbetrieben worden waren.